# Адромискус полусферический
Адромискус полусферический (лат. Adromischus hemisphaericus) — типовой вид растений рода Адромискус (Adromischus), семейства Толстянковые (Crassulaceae), естественно произрастающий на территории ЮАР (Капская провинция).

## Название
Родовое латинское (научное) название Adromischus происходит от др.-греч. ἁδρός, hadrós — «взрослый», «толстый» или «громоздкий» и др.-греч. μίσχος, míschos — «стебель» или, вероятнее всего «цветонос».
Видовой латинский эпитет hemisphaericus от лат. hemispherical — полусферический, вероятно, в связи с формой листьев.

## Описание

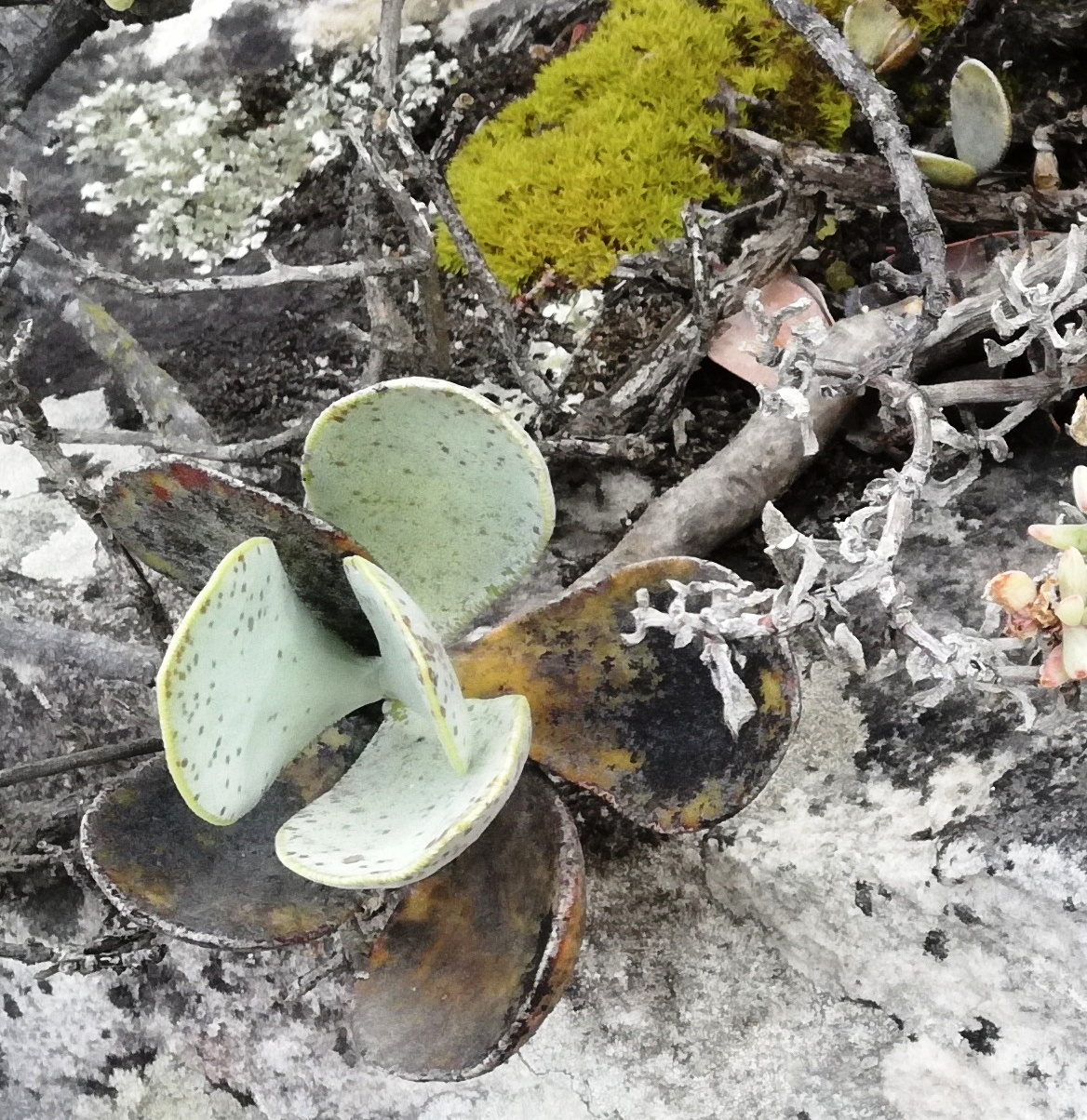
Листья

Адромискус полусферический — растение, достигающее высоты до 15 см и характеризующееся значительной изменчивостью. Ветви серые, с корой, которая может отслаиваться, имеют диаметр 3-8 мм (молодые ветви диаметром 2-4 мм, окрашены от серого до пурпурно-зеленого). Листья имеют размеры 1-3,5 х 0,8-2,4 см, легко сгибаются, сжаты в дорзивентральном направлении, представляя собой яйцевидные формы от обратно-ланцетных до широкоэллиптических. Листья окрашены в серый цвет с пурпурными пятнами и покрыты шелушащимся воском. Верхняя сторона листьев может быть плоской или выпуклой, в то время как нижняя выпуклая. Край листа обладает роговой структурой в верхней половине, основание клиновидное, а вершина может быть от тупой до острой.
Соцветия достигают до 25 см с 1-2-цветковыми кистями, бутоны острые, цветоножки длиной 2-3 мм. Цветки имеют чашелистики до 2,5 мм, венчик размером 9-13 х 2 мм, зеленовато-коричневую трубку, голое горло или редко булавовидные волоски. Лепестки широкотреугольные, до 3,5 мм, белые или с розовым оттенком, остроконечные, а пыльники выступают коротко.

## Таксономия
Adromischus hemisphaericus (L.) Lem., первое упоминание в Jard. FIeur. 2(Misc.): 60 (1852).

### Синонимы
- Sedum hemisphericum (L.) Kuntze
- Adromischus rhombifolius Lem.
- Adromischus rotundifolius (Haw.) C.A.Sm.
- Cotyledon crassifolia Salisb.
- Cotyledon hemispherica L.
- Cotyledon rhombifolia Haw.
- Cotyledon rhombifolia Eckl. & Zeyh.
- Cotyledon rotundifolia Haw.
- Cotyledon rotundifolia Eckl. & Zeyh.
- Echeveria rhombifolia Otto